# Euthyastus binotatus
Euthyastus binotatus là một loài bọ cánh cứng trong họ Cerambycidae.